# Спурий Сервилий Приск (консул 476 пр.н.е.)
Вижте пояснителната страница за други личности с името Спурий Сервилий Приск.
Спурий Сервилий Приск  (на латински: Spurius Servilius Priscus) е политик на ранната Римска република.
Спурий e консул през 476 пр.н.е. заедно с Авъл Вергиний Трикост Рутил. Той вероятно е син на Публий Сервилий Приск Структ и баща на Публий Сервилий Приск.